# Big Ben (Derain)
Il Big Ben è un dipinto a olio realizzato dal pittore francese André Derain databile al 1906 e conservato nel Musée d'art moderne de Troyes di Troyes.

## Descrizione
Lungo il Tamigi transita lentamente una piccola imbarcazione che si dirige verso destra dove si trova il ponte. Sulla riva opposta si ergono gli edifici alti e la torre del Big Ben. In alto, a sinistra, il sole illumina l’atmosfera nebbiosa della città.